# Zambo

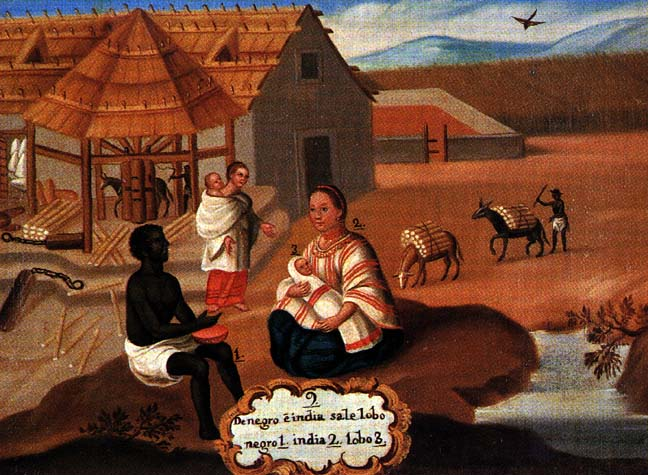
Zambo (mexikanisch: lobo) auf einem kolonialen Bild über die verschiedenen Kasten in Lateinamerika.
De negro é india sale lobo (Ein Schwarzer und eine Indianerin zeugen einen Lobo).

Zambo, zamba (cafuzo in Brasilien, garifuna in Zentralamerika und der Karibik, lobo in Mexiko) ist eine Bezeichnung für einen Menschen mit einem schwarzen und einem indianischen Elternteil und im weiteren Sinn für einen Menschen, der schwarze und indianische Vorfahren hat.
Der Begriff kann auch abwertend oder rassistisch gemeint sein.

## Verbreitung
Die Mehrheit von ihnen lebt in Kolumbien, Venezuela, Ecuador und im Nordwesten Brasiliens. Aber auch in den anderen Staaten des amerikanischen Doppelkontinents gibt es Zambos. In Mexiko ist der größte Teil der Lobos innerhalb der Mestizenbevölkerung aufgegangen. Nur im Bundesstaat Veracruz und an der Costa Chica (an der Pazifikküste Mexikos) sind noch einige Lobogemeinden zu finden.